# Crocus hadriaticus
Crocus hadriaticus är en irisväxtart som beskrevs av William Herbert. Crocus hadriaticus ingår i krokussläktet som ingår i familjen irisväxter.
Artens utbredningsområde är Grekland.

## Underarter
Arten delas in i följande underarter:
- C. h. hadriaticus
- C. h. parnassicus
- C. h. parnonicus

## Bilder

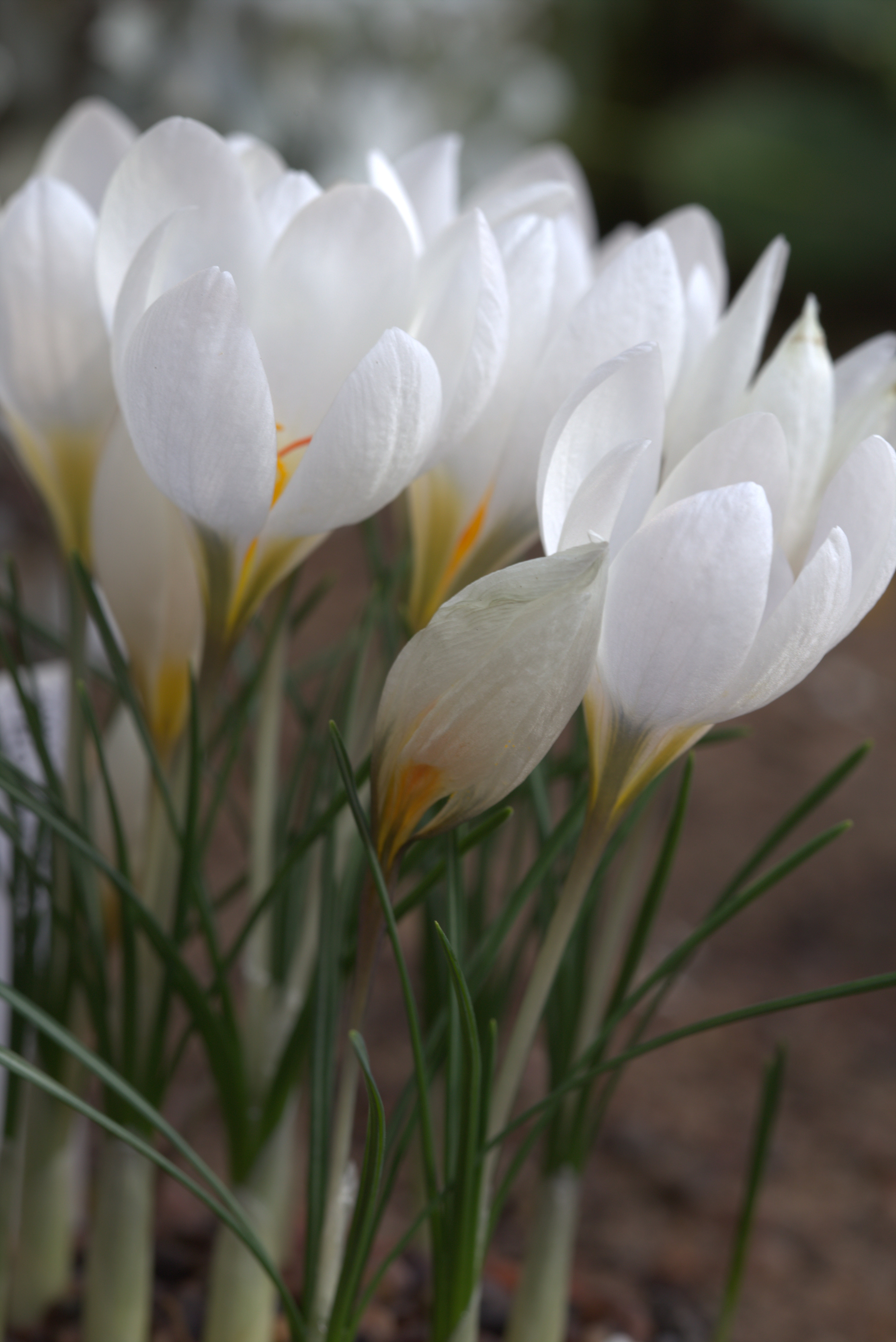